# Unione Sportiva Avellino 1985-1986
Questa voce raccoglie le informazioni riguardanti l'Unione Sportiva Avellino nelle competizioni ufficiali della stagione 1985-1986.

## Stagione
Oltre alla ottava salvezza consecutiva nel campionato di Serie A, l'Avellino si aggiudica il Torneo Estivo del 1986, battendo in finale il Bari per 3-2 a Benevento.

## Divise e sponsor

Ramón Díaz, alla sua terza e ultima stagione in Irpinia, in azione nella trasferta di Udine con la terza divisa gialla.

Lo sponsor tecnico per la stagione 1985-1986 fu Ennerre, mentre lo sponsor ufficiale fu Santal.
| Casa | Trasferta | Alternativa | Terza divisa |

## Organigramma societario
Area direttiva
- Presidente: Antonio Pecoriello
- Direttore generale: Carlo Spina
- Segretario: Antonio Loschiavo

Area tecnica
- Direttore sportivo: Salvatore Di Somma
- Direttore tecnico: Tomislav Ivić (fino al 24 febbraio)
- Allenatore: Enzo Robotti

## Rosa

Tomislav Ivić, direttore tecnico del club fino al febbraio 1986.

| N. |                   | Ruolo | Calciatore           |
| -- | ----------------- | ----- | -------------------- |
|    | Italia (bandiera) | P     | Mariano Coccia       |
|    | Italia (bandiera) | P     | Nicola Di Leo        |
|    | Italia (bandiera) | P     | Alessandro Zaninelli |
|    | Italia (bandiera) | D     | Roberto Amodio       |
|    | Italia (bandiera) | D     | Armando Ferroni (II) |
|    | Italia (bandiera) | D     | Stefano Garuti       |
|    | Italia (bandiera) | D     | Biagio Grasso        |
|    | Italia (bandiera) | D     | Francesco Iannuzzi   |
|    | Italia (bandiera) | D     | Davide Lucarelli     |
|    | Italia (bandiera) | D     | Giacomo Murelli      |
|    | Italia (bandiera) | D     | Vincenzo Romano (II) |
|    | Italia (bandiera) | D     | Salvatore Vullo      |
|    | Italia (bandiera) | D     | Giuseppe Zandonà     |

| N. |                      | Ruolo | Calciatore                        |
| -- | -------------------- | ----- | --------------------------------- |
|    | Italia (bandiera)    | C     | Andrea Agostinelli                |
|    | Italia (bandiera)    | C     | Angelo Alessio                    |
|    | Brasile (bandiera)   | C     | Batista                           |
|    | Italia (bandiera)    | C     | Paolo Benedetti                   |
|    | Italia (bandiera)    | C     | Mauro Boccafresca                 |
|    | Italia (bandiera)    | C     | Franco Colomba (capitano)         |
|    | Italia (bandiera)    | C     | Fernando De Napoli (vicecapitano) |
|    | Italia (bandiera)    | C     | Alfonso Di Lascio                 |
|    | Italia (bandiera)    | C     | Romano Galvani                    |
|    | Italia (bandiera)    | C     | Marco Pecoraro Scanio             |
|    | Italia (bandiera)    | A     | Alessandro Bertoni                |
|    | Argentina (bandiera) | A     | Ramón Díaz                        |
|    | Italia (bandiera)    |       | Greco                             |

## Risultati

### Serie A

#### Girone di andata
| Arbitro: | Coppetelli (Tivoli) |

|            |           |  |
| Serena 52’ | Marcatori |  |

| Arbitro: | Longhi (Roma) |

|                                           |           |            |
| P. Benedetti 57’ Díaz 71’ Agostinelli 89’ | Marcatori | 4’ Vignola |

| Arbitro: | Sguizzato (Verona) |

|                                   |           |                     |
| Rummenigge 46’, 60’ Altobelli 88’ | Marcatori | 62’ (aut.) R. Ferri |

| Arbitro: | Paparesta (Bari) |

|                               |           |  |
| F. Galli 30’ Hateley 56’, 64’ | Marcatori |  |

| Arbitro: | Mattei (Macerata) |

|                           |           |                                 |
| Díaz 12’ P. Benedetti 18’ | Marcatori | 23’ (aut.) Vullo 83’ Barbadillo |

| Arbitro: | Casarin (Milano) |

|          |           |  |
| Díaz 65’ | Marcatori |  |

| Arbitro: | Pairetto (Torino) |

|                     |           |                |
| Ipsaro Passione 76’ | Marcatori | 21’ A. Bertoni |

| Arbitro: | Paparesta (Bari) |

|                  |           |                                           |
| P. Benedetti 39’ | Marcatori | 6’ Bruno 14’ Mattei 32’, 64’ Corneliusson |

| Arbitro: | Luci (Firenze) |

|  |           |               |
|  | Marcatori | 60’, 79’ Díaz |

| Avellino 10 novembre 1985 10ª giornata | Avellino         | 0 – 0 | Torino | Stadio Partenio\| Arbitro: \| Lanese (Messina) \| |
| Arbitro:                               | Lanese (Messina) |       |        |                                                   |

| Arbitro: | Bergamo (Livorno) |

|                      |           |                        |
| Causio 8’ Barbas 61’ | Marcatori | 1’ Batista 82’ Murelli |

| Arbitro: | Lo Bello (Siracusa) |

|            |           |  |
| Amodio 78’ | Marcatori |  |

| Arbitro: | Boschi (Parma) |

|                       |           |  |
| Passarella 18’ (rig.) | Marcatori |  |

| Avellino 15 dicembre 1985 14ª giornata | Avellino         | 0 – 0 | Bari | Stadio Partenio\| Arbitro: \| Lanese (Messina) \| |
| Arbitro:                               | Lanese (Messina) |       |      |                                                   |

| Arbitro: | Magni (Bergamo) |

|              |           |  |
| Giordano 59’ | Marcatori |  |

#### Girone di ritorno
| Avellino 5 gennaio 1986 16ª giornata | Avellino       | 0 – 0 | Juventus | Stadio Partenio\| Arbitro: \| Pieri (Genova) \| |
| Arbitro:                             | Pieri (Genova) |       |          |                                                 |

| Arbitro: | Casarin (Milano) |

|                    |           |  |
| Galderisi 54’, 68’ | Marcatori |  |

| Arbitro: | Pairetto (Torino) |

|                  |           |  |
| P. Benedetti 75’ | Marcatori |  |

| Arbitro: | Longhi (Roma) |

|                   |           |             |
| Colomba 5’ (rig.) | Marcatori | 84’ Wilkins |

| Arbitro: | Mattei (Macerata) |

|                                         |           |          |
| Edinho 30’ Criscimanni 45’ Chierico 65’ | Marcatori | 78’ Díaz |

| Arbitro: | Lanese (Messina) |

|                                              |           |          |
| Pruzzo 15’ (rig.), 58’, 70’, 88’, 90’ (rig.) | Marcatori | 27’ Díaz |

| Arbitro: | Longhi (Roma) |

|                |           |          |
| A. Ferroni 57’ | Marcatori | 34’ Muro |

| Arbitro: | Lombardo (Marsala) |

|             |           |                    |
| Todesco 69’ | Marcatori | 31’ (rig.) Colomba |

| Arbitro: | Bianciardi (Siena) |

|                           |           |                   |
| Colomba 22’ De Napoli 73’ | Marcatori | 63’ (aut.) Garuti |

| Arbitro: | Coppetelli (Tivoli) |

|              |           |  |
| Pusceddu 87’ | Marcatori |  |

| Arbitro: | Leni (Perugia) |

|                      |           |  |
| Díaz 44’ Galvani 86’ | Marcatori |  |

| Arbitro: | Bianciardi (Siena) |

|                                 |           |  |
| Zandonà 4’ (aut.) Strömberg 90’ | Marcatori |  |

| Arbitro: | Lombardo (Marsala) |

|                                      |           |             |
| Díaz 25’ P Benedetti 65’ Alessio 80’ | Marcatori | 57’ Carobbi |

| Arbitro: | Casarin (Milano) |

|  |           |          |
|  | Marcatori | 63’ Díaz |

| Arbitro: | Baldas (Trieste) |

|  |           |              |
|  | Marcatori | 52’ Giordano |

### Coppa Italia

#### Quarto girone
| Arbitro: | Bianciardi (Siena) |

|               |           |                    |
| Maritozzi 53’ | Marcatori | 37’ (rig.) Colomba |

| Arbitro: | Pellicanò (Reggio Calabria) |

|                                                              |           |  |
| Díaz 35’ P. Benedetti 40’ Marchini 46’ (aut.) A. Bertoni 67’ | Marcatori |  |

| Benevento 28 agosto 1985 3ª giornata | Avellino            | 0 – 0 | Cesena | Stadio Santa Colomba\| Arbitro: \| Lamorgese (Potenza) \| |
| Arbitro:                             | Lamorgese (Potenza) |       |        |                                                           |

| Arbitro: | Lombardo (Marsala) |

|            |           |                 |
| Cecconi 6’ | Marcatori | 31’ Boccafresca |

| Arbitro: | Paparesta (Bari) |

|                                        |           |                |
| Rummenigge 20’ Fanna 41’ Altobelli 60’ | Marcatori | 51’ A. Bertoni |

## Statistiche

### Statistiche di squadra
| Competizione | Punti | In casa | In casa | In casa | In casa | In casa | In casa | In trasferta | In trasferta | In trasferta | In trasferta | In trasferta | In trasferta | Totale | Totale | Totale | Totale | Totale | Totale | DR  |
| Competizione | Punti | G       | V       | N       | P       | Gf      | Gs      | G            | V            | N            | P            | Gf           | Gs           | G      | V      | N      | P      | Gf     | Gs     | DR  |
| ------------ | ----- | ------- | ------- | ------- | ------- | ------- | ------- | ------------ | ------------ | ------------ | ------------ | ------------ | ------------ | ------ | ------ | ------ | ------ | ------ | ------ | --- |
| Serie A      | 27    | 15      | 7       | 6       | 2       | 18      | 12      | 15           | 2            | 3            | 10           | 10           | 26           | 30     | 9      | 9      | 12     | 28     | 38     | -10 |
| Coppa Italia |       | 2       | 1       | 1       | 0       | 4       | 0       | 3            | 0            | 2            | 1            | 3            | 5            | 5      | 1      | 3      | 1      | 7      | 5      | +2  |
| Totale       | -     | 17      | 8       | 7       | 2       | 22      | 12      | 18           | 2            | 5            | 11           | 13           | 31           | 35     | 10     | 12     | 13     | 35     | 43     | -8  |

### Statistiche dei giocatori[8]
| Giocatore          | Serie A  | Serie A | Serie A     | Serie A    | Coppa Italia | Coppa Italia | Coppa Italia | Coppa Italia | Totale   | Totale | Totale      | Totale     |
| Giocatore          | Presenze | Reti    | Ammonizioni | Espulsioni | Presenze     | Reti         | Ammonizioni  | Espulsioni   | Presenze | Reti   | Ammonizioni | Espulsioni |
| ------------------ | -------- | ------- | ----------- | ---------- | ------------ | ------------ | ------------ | ------------ | -------- | ------ | ----------- | ---------- |
| A. Agostinelli     | 28       | 1       | ?           | ?          | 5            | 0            | ?            | ?            | 33       | 1      | ?           | ?          |
| A. Alessio         | 19       | 1       | ?           | ?          | 2            | 0            | ?            | ?            | 21       | 1      | ?           | ?          |
| R. Amodio          | 23       | 1       | ?           | ?          | 4            | 0            | ?            | ?            | 27       | 1      | ?           | ?          |
| Batista            | 14       | 1       | ?           | ?          | -            | -            | -            | -            | 14       | 1      | 0+          | 0+         |
| P. Benedetti       | 25       | 5       | ?           | ?          | 4            | 1            | ?            | ?            | 29       | 6      | ?           | ?          |
| A. Bertoni         | 30       | 1       | ?           | ?          | 5            | 2            | ?            | ?            | 35       | 3      | ?           | ?          |
| M. Boccafresca     | 3        | 0       | ?           | ?          | 5            | 1            | ?            | ?            | 8        | 1      | ?           | ?          |
| M. Coccia          | 17       | -15     | ?           | ?          | -            | -            | -            | -            | 17       | -15    | 0+          | 0+         |
| F. Colomba         | 27       | 3       | ?           | ?          | 5            | 1            | ?            | ?            | 32       | 4      | ?           | ?          |
| F. De Napoli       | 29       | 1       | ?           | ?          | 4            | 0            | ?            | ?            | 33       | 1      | ?           | ?          |
| N. Di Leo          | 13       | -18     | ?           | ?          | 5            | -5           | ?            | ?            | 18       | -23    | ?           | ?          |
| R. Díaz            | 27       | 10      | ?           | ?          | 5            | 1            | ?            | ?            | 32       | 11     | ?           | ?          |
| A. Ferroni (II)    | 28       | 1       | ?           | ?          | 4            | 0            | ?            | ?            | 32       | 1      | ?           | ?          |
| R. Galvani         | 11       | 1       | ?           | ?          | 4            | 0            | ?            | ?            | 15       | 1      | ?           | ?          |
| S. Garuti          | 10       | 0       | ?           | ?          | -            | -            | -            | -            | 10       | 0      | 0+          | 0+         |
| D. Lucarelli       | 19       | 0       | ?           | ?          | 1            | 0            | ?            | ?            | 20       | 0      | ?           | ?          |
| G. Murelli         | 10       | 1       | ?           | ?          | -            | -            | -            | -            | 10       | 1      | 0+          | 0+         |
| M. Pecoraro Scanio | 1        | 0       | ?           | ?          | -            | -            | -            | -            | 1        | 0      | 0+          | 0+         |
| V. Romano (II)     | 6        | 0       | ?           | ?          | 5            | 0            | ?            | ?            | 11       | 0      | ?           | ?          |
| S. Vullo           | 7        | 0       | ?           | ?          | 4            | 0            | ?            | ?            | 11       | 0      | ?           | ?          |
| G. Zandonà         | 27       | 0       | ?           | ?          | 2            | 0            | ?            | ?            | 29       | 0      | ?           | ?          |
| A. Zaninelli       | 1        | -5      | ?           | ?          | -            | -            | -            | -            | 1        | -5     | 0+          | 0+         |